# 盧維屏
卢维屏（？—？），字憲辟，號建台，山西忻州人，明朝政治人物。

## 生平
万历二十八年（1600年）庚子科山西乡试舉人，二十九年（1601年）辛丑科進士，知宣城，清介有风力。时里役之弊私费倍公赋，维屏置匦庭中，细民得自纳，烦费顿省。更徭则以田丁为差，河壖地岁陁而租故在，悉核蠲之。修筑新稔石陂，免新河庄竹木杂税。禁赌博，治奸宄，用法虽严而礼士惠民，多治绩，邑有专祠。三十八年行取，擢礼部祠祭司主事，歴员外郎，四十三年任廣東鄉試主考官。四十五年晉主客司郎中，六月出为河南参政，歴按察使，天启元年升河南右布政使。二年起调通州兵备布政使，三年升山东左布政使，崇祯三年因曾保举罪弁赵一凤为兵部侍郎侯恂弹劾。